# Reichstagswahlkreis Regierungsbezirk Gumbinnen 1

Die Wahlkreisaufteilung des Deutschen Reichs.

Der Reichstagswahlkreis Provinz Ostpreußen – Regierungsbezirk Gumbinnen 1 (Wahlkreis 11; Wahlkreis Tilsit-Niederung) war ein Wahlkreis für die Reichstagswahlen im Deutschen Reich und im Norddeutschen Bund von 1867 bis 1918.

## Wahlkreiszuschnitt
Der Wahlkreis umfasste den Stadtkreis Tilsit, den Landkreis Tilsit, den Landkreis Niederung und die Landgemeinde Heydebruch und den Gutsbezirk Klein Szagmanten aus dem Landkreis Ragnit.
| Jahr | Einwohner |
| ---- | --------- |
| 1890 | 127.421   |
| 1895 | 131.126   |
| 1900 | 136.933   |
| 1905 | 138.811   |
| 1910 | 139.937   |

|      | Landwirtschaft | Industrie und Gewerbe | Handel und Dienstleistungen |
| ---- | -------------- | --------------------- | --------------------------- |
| 1895 | 68,0           | 17,1                  | 14,9                        |
| 1907 | 62,2           | 20,1                  | 17,7                        |

|      | Evangelisch | Katholisch |
| ---- | ----------- | ---------- |
| 1890 | 96,6        | 1,6        |
| 1905 | 95,6        | 2,1        |
| 1910 | 95,5        | 2,2        |

## Abgeordnete
| Wahl                                 | Abgeordneter                       | Partei                       | Bild |
| ------------------------------------ | ---------------------------------- | ---------------------------- | ---- |
| Reichstagswahl Februar 1867 bis 1874 | Otto von Keyserlingk zu Rautenburg | Konservative Partei          |      |
| Reichstagswahl 1874 bis 1878         | Adolf Bernhardi                    | Fortschrittspartei           | 0    |
| Reichstagswahl 1878 bis 1881         | Albrecht von Schlieckmann          | Deutschkonservativ           | 0    |
| Reichstagswahl 1881 bis 1884         | Albert Wander                      | Deutsche Fortschrittspartei  | 0    |
| Reichstagswahl 1884 bis 1891         | Albrecht von Schlieckmann          | Deutschkonservativ           | 0    |
| Ersatzwahl 1891 bis 1898             | Hans von Reibnitz                  | Deutsche Fortschrittspartei  | 0    |
| Reichstagswahl 1898 bis 1903         | Rudolf Braesicke                   | Deutsche Fortschrittspartei  |      |
| Reichstagswahl 1903 bis 1912         | Georg Schickert                    | Deutschkonservativ           | 0    |
| Reichstagswahl 1912 bis 1918         | Arthur Kopp                        | Fortschrittliche Volkspartei |      |

## Wahlen

### 1867 (Februar)
Es fand nur ein Wahlgang statt.
| Kandidat                           | Partei      | Stimmen | in % | Anmerkungen |
| ---------------------------------- | ----------- | ------- | ---- | ----------- |
| Otto von Keyserlingk zu Rautenburg | Konservativ | 8262    | 0    | 0           |

### 1867 (August)
Es fand nur ein Wahlgang statt.
| Kandidat                           | Partei      | Stimmen | in % | Anmerkungen |
| ---------------------------------- | ----------- | ------- | ---- | ----------- |
| Otto von Keyserlingk zu Rautenburg | Konservativ | 5028    | 0    | 0           |

### 1871
Es fand nur ein Wahlgang statt.
| Kandidat                           | Partei      | Stimmen | in % | Anmerkungen |
| ---------------------------------- | ----------- | ------- | ---- | ----------- |
| Otto von Keyserlingk zu Rautenburg | Konservativ | 4840    | 0    | 0           |
|                                    | F           | 4028    | 0    | 0           |
| Sonstige                           | 0           | 49      | 0    | 0           |

### 1874
Es fand nur ein Wahlgang statt.
| Kandidat        | Partei      | Stimmen | in % | Anmerkungen |
| --------------- | ----------- | ------- | ---- | ----------- |
|                 | Konservativ | 2077    | 0    | 0           |
| Adolf Bernhardi | F           | 4506    | 0    | 0           |
| Sonstige        | 0           | 28      | 0    | 0           |

### 1877
Es fanden zwei Wahlgänge statt.
| Kandidat        | Partei      | Stimmen | in % | Anmerkungen |
| --------------- | ----------- | ------- | ---- | ----------- |
|                 | Konservativ | 3890    | 0    | 0           |
| Adolf Bernhardi | F           | 3869    | 0    | 0           |
| Sonstige        | 0           | 57      | 0    | 0           |

In der Stichwahl ergab sich folgendes Ergebnis:
| Kandidat        | Partei      | Stimmen | in % | Anmerkungen |
| --------------- | ----------- | ------- | ---- | ----------- |
|                 | Konservativ | 6947    | 0    | 0           |
| Adolf Bernhardi | F           | 7430    | 0    | 0           |

### 1878
Es fand nur ein Wahlgang statt.
| Kandidat                  | Partei             | Stimmen | in % | Anmerkungen |
| ------------------------- | ------------------ | ------- | ---- | ----------- |
| Albrecht von Schlieckmann | Deutschkonservativ | 8850    | 0    | 0           |
|                           | F                  | 4373    | 0    | 0           |
|                           | Zentrum            | 28      | 0    | 0           |
| Sonstige                  | 0                  | 20      | 0    | 0           |

### Ersatzwahl 1879
Nach der Ernennung Schlieckmanns zum Regierungspräsidenten kam es am 2. Dezember 1879 aufgrund dessen Temporärer Inkompatibilität zu einer Ersatzwahl. Es fand nur ein Wahlgang statt.
| Kandidat                  | Partei             | Stimmen | in % | Anmerkungen |
| ------------------------- | ------------------ | ------- | ---- | ----------- |
| Albrecht von Schlieckmann | Deutschkonservativ | 5890    | 0    | 0           |
|                           | F                  | 5833    | 0    | 0           |
| Sonstige                  | 0                  | 2       | 0    | 0           |

Am 5. Mai 1881 wurde diese Wahl für ungültig erklärt. Eine Ersatzwahl fand nicht statt.

### 1881
Es fand ein Wahlgang statt.
| Kandidat      | Partei                      | Stimmen | in % | Anmerkungen |
| ------------- | --------------------------- | ------- | ---- | ----------- |
|               | Konservativ                 | 7059    | 0    | 0           |
| Albert Wander | Deutsche Fortschrittspartei | 7268    | 0    | 0           |
|               | Zentrum                     | 74      | 0    | 0           |
| Sonstige      | 0                           | 2       | 0    | 0           |

### 1884
Es fand ein Wahlgang statt. Die Zahl der Wahlberechtigten betrug 23.746 und die Zahl der abgegebenen Stimmen 14.874, von denen 26 ungültig waren. Die Wahlbeteiligung betrug 62,7 %.
| Kandidat                  | Partei                      | Stimmen | in % | Anmerkungen |
| ------------------------- | --------------------------- | ------- | ---- | ----------- |
| Albrecht von Schlieckmann | Konservativ                 | 10.462  | 0    | 0           |
|                           | Deutsche Fortschrittspartei | 4404    | 0    | 0           |
| Sonstige                  | 0                           | 8       | 0    | 0           |

### 1887
Es fand ein Wahlgang statt. Die Zahl der Wahlberechtigten betrug 24.853 und die Zahl der abgegebenen Stimmen 19.541, von denen 31 ungültig waren. Die Wahlbeteiligung betrug 78,8 %.
| Kandidat                  | Partei                      | Stimmen | in % | Anmerkungen |
| ------------------------- | --------------------------- | ------- | ---- | ----------- |
| Albrecht von Schlieckmann | Konservativ                 | 14.034  | 0    | 0           |
|                           | Deutsche Fortschrittspartei | 5498    | 0    | 0           |
| Sonstige                  | 0                           | 9       | 0    | 0           |

### 1890
Entgegen der reichsweiten Vereinbarung der Kartellparteien stellte der Wahlkreisverband der NLP einen eigenen Kandidaten auf. Es fand ein Wahlgang statt. Die Zahl der Wahlberechtigten betrug 25.650 und die Zahl der abgegebenen Stimmen 20.414, von denen 38 ungültig waren. Die Wahlbeteiligung betrug 79,6 %.
| Kandidat                  | Partei                      | Stimmen | in % | Anmerkungen                    |
| ------------------------- | --------------------------- | ------- | ---- | ------------------------------ |
| Albrecht von Schlieckmann | Konservativ                 | 10.644  | 52,2 | 0                              |
| Hans von Reibnitz         | Deutsche Fortschrittspartei | 8962    | 44,0 | 0                              |
| Broszeit                  | Litauer                     | 34      | 0,2  | Arzt in Tilsit                 |
| Georg Schlenther          | NLP                         | 612     | 3,0  | Rentier und Stadtrat in Tilsit |
| Carl Schultze             | SPD                         | 119     | 0,6  | 0                              |
| Sonstige                  | 0                           | 5       | 0    | 0                              |

### Ersatzwahl 1891
Nach dem Tod von Schlieckmann erfolgte am 7. August 1891 eine Ersatzwahl. Die NLP unterstützte den freisinnigen Kandidaten. Im Gegenzug unterstützten die Deutsch Freisinnigen den NLP-Kandidaten im Wahlkreis Kassel 2 (Kassel-Melsungen).
Es fanden zwei Wahlgänge statt. Die Zahl der Wahlberechtigten betrug 25.800 und die Zahl der abgegebenen Stimmen 17.516, von denen 16 ungültig waren. Die Wahlbeteiligung betrug 67,9 %.
| Kandidat          | Partei                      | Stimmen | in % | Anmerkungen                     |
| ----------------- | --------------------------- | ------- | ---- | ------------------------------- |
| Weiß              | Konservativ                 | 7745    | 44,3 | Gutsbesitzer in Perwallkischken |
| Hans von Reibnitz | Deutsche Fortschrittspartei | 8458    | 48,3 | 0                               |
| Broszeit          | Litauer                     | 84      | 0,5  | 0                               |
| Hobrecht          | NLP                         | 279     | 1,6  | 0                               |
| Lorenz            | SPD                         | 930     | 5,3  | Tischlermeister in Königsberg   |
| Sonstige          | 0                           | 4       | 0    | 0                               |

In der Stichwahl riefen die Sozialdemokraten und Litauer für die Wahl von Reibnitz auf.
Die Zahl der der abgegebenen Stimmen betrug in der Stichwahl 19.491, von denen 26 ungültig waren. Die Wahlbeteiligung betrug 75,5 %.
| Kandidat          | Partei                      | Stimmen | in % | Anmerkungen |
| ----------------- | --------------------------- | ------- | ---- | ----------- |
| Weiß              | Konservativ                 |         |      | 0           |
| Hans von Reibnitz | Deutsche Fortschrittspartei | 10.894  | 56,0 | 0           |

### 1893
Ein Teil der Konservativen litauischer Herkunft hatte sich von den Konservativen abgespalten und stellte einen eigenen Kandidaten auf. Die NLP unterstützte den Deutschkonservativen Kandidaten. Es fanden zwei Wahlgänge statt. Die Zahl der Wahlberechtigten betrug 25.868 und die Zahl der abgegebenen Stimmen 19.038, von denen 17 ungültig waren. Die Wahlbeteiligung betrug 73,6 %.
| Kandidat          | Partei      | Stimmen | in % | Anmerkungen                 |
| ----------------- | ----------- | ------- | ---- | --------------------------- |
| Hans von Reibnitz | FVP         | 7388    | 38,9 | 0                           |
| Richard Käswurm   | Konservativ | 9259    | 48,7 | Gutsbesitzer in Ballgarden  |
| Dowas Saunus      | Konservativ | 866     | 4,5  | Besitzer in Rokaiten        |
| Broszeit          | Litauer     | 84      | 0,5  | 0                           |
| Schmidt           | SPD         | 1489    | 7,8  | Partikulierer in Königsberg |
| Sonstige          | 0           | 19      | 0,1  | 0                           |

In der Stichwahl riefen die Sozialdemokraten zur Wahl des freisinnigen Kandidaten auf.
Die Zahl der der abgegebenen Stimmen betrug in der Stichwahl 20.392, von denen 19 ungültig waren. Die Wahlbeteiligung betrug 78,8 %.
| Kandidat          | Partei      | Stimmen | in % | Anmerkungen |
| ----------------- | ----------- | ------- | ---- | ----------- |
| Hans von Reibnitz | FVP         | 10.188  | 50,0 | 0           |
| Richard Käswurm   | Konservativ | 10.185  | 50,0 | 0           |

### 1898
Der konservative Kandidat, der Gutsbesitzer Pourtalès wurde von NLP und BdL unterstützt. Die litauischen Konservativen nominierten den Privatgelehrten Sauerwein als eigenen Kandidaten. Die FVg unterstütze den Kandidaten der FVP. Es fanden zwei Wahlgänge statt. Die Zahl der Wahlberechtigten betrug 27.245 und die Zahl der abgegebenen Stimmen 20.678, von denen 54 ungültig waren. Die Wahlbeteiligung betrug 75,9 %.
| Kandidat         | Partei      | Stimmen | in % | Anmerkungen                |
| ---------------- | ----------- | ------- | ---- | -------------------------- |
| Rudolf Braesicke | FVP         | 6317    | 30,7 | 0                          |
| Graf Pourtalès   | Konservativ | 7744    | 37,5 | Gutsbesitzer in Glumbowitz |
| G.J. Sauerwein   | Litauer     | 3425    | 16,6 | Privatgelehrter in Gronau  |
| Adolf Hofer      | SPD         | 2705    | 13,1 | 0                          |
| Franz Reinke     | SPD         | 413     | 2,0  | Arbeiter in Tilsit         |
| Sonstige         | 0           | 20      | 0,1  | 0                          |

In der Stichwahl riefen die Litauer zur Wahl des freisinnigen Kandidaten auf.
Die Zahl der der abgegebenen Stimmen betrug in der Stichwahl 22.131, von denen 46 ungültig waren. Die Wahlbeteiligung betrug 82,2 %.
| Kandidat         | Partei      | Stimmen | in % | Anmerkungen |
| ---------------- | ----------- | ------- | ---- | ----------- |
| Rudolf Braesicke | FVP         | 12.949  | 58,6 | 0           |
| Pourtalès        | Konservativ | 9136    | 41,4 | 0           |

### 1903
Verhandlungen der Konservativen und der Litauer, Friedrich Martin Mattschull als gemeinsamen Kandidaten aufzustellen scheiterten am Widerspruch der Konservativen aus dem Kreis Niederung. Der konservative Kandidat wurde von der NLP unterstützt. Im Gegenzug sagten die Konservativen die Unterstützung eines NLP-Kandidaten bei der Landtagswahl zu. Es fanden zwei Wahlgänge statt. Die Zahl der Wahlberechtigten betrug 28.205 und die Zahl der abgegebenen Stimmen 20.110, von denen 53 ungültig waren. Die Wahlbeteiligung betrug 71,3 %.
| Kandidat        | Partei      | Stimmen | in % | Anmerkungen                             |
| --------------- | ----------- | ------- | ---- | --------------------------------------- |
| Dultz           | FVP         | 4244    | 21,1 | Gutsbesitzer und Stadtrat in Königsberg |
| Georg Schickert | Konservativ | 8698    | 43,4 | 0                                       |
| Lapinas         | Litauer     | 1537    | 7,7  | Redakteur in Tilsit                     |
| Adolf Hofer     | SPD         | 5568    | 27,8 | 0                                       |
| Sonstige        | 0           | 10      | 0,0  | 0                                       |

Die Zahl der der abgegebenen Stimmen betrug in der Stichwahl 19.963, von denen 94 ungültig waren. Die Wahlbeteiligung betrug 70,8 %.
| Kandidat        | Partei      | Stimmen | in % | Anmerkungen |
| --------------- | ----------- | ------- | ---- | ----------- |
| Georg Schickert | Konservativ | 12.317  | 62,0 | 0           |
| Adolf Hofer     | SPD         | 7552    | 38,0 | 0           |

### 1907
Der konservative Kandidat wurde entgegen dem Wunsch der Landesleitung von der NLP unterstützt. Die Litauer waren zerstritten und nominierten keinen Kandidaten. Es fand ein Wahlgang statt. Die Zahl der Wahlberechtigten betrug 28.918 und die Zahl der abgegebenen Stimmen 24.358, von denen 36 ungültig waren. Die Wahlbeteiligung betrug 84,2 %.
| Kandidat         | Partei      | Stimmen | in % | Anmerkungen |
| ---------------- | ----------- | ------- | ---- | ----------- |
| Rudolf Braesicke | FVP         | 6312    | 25,9 | 0           |
| Georg Schickert  | Konservativ | 13.380  | 55,0 | 0           |
| Adolf Hofer      | SPD         | 4610    | 19,0 | 0           |
| Sonstige         | 0           | 20      | 0,1  | 0           |

### 1912
Die Konservativen nominierten den Staatsminister a. D. Moltke. Dieser bestand darauf für die Reichspartei anzutreten und nach der Wahl deren Fraktion beizutreten. NLP und BdL unterstützen Moltke. Die Litauer waren tief zerstritten. Vor der Wahl bildete sich die „Deutsch-Litauische Volkspartei“ die den (Deutschen) Amtsvorsteher Zocheisen nominierte. Nachdem dieser beim litauischen Wahlverein keine Unterstützung gefunden hatte, wurde der Mühlenbesitzer Reidies benannt. Es fanden zwei Wahlgänge statt. Die Zahl der Wahlberechtigten betrug 29.623 und die Zahl der abgegebenen Stimmen 24.784, von denen 78 ungültig waren. Die Wahlbeteiligung betrug 83,7 %.
| Kandidat             | Partei  | Stimmen | in % | Anmerkungen                 |
| -------------------- | ------- | ------- | ---- | --------------------------- |
| Arthur Kopp          | FoVP    | 10.198  | 41,3 | 0                           |
| Friedrich von Moltke | RP      | 7833    | 31,7 | 0                           |
| Reidies              | Litauer | 419     | 1,7  | Mühlenbesitzer in Kaukehmen |
| Adolf Hofer          | SPD     | 6251    | 25,3 | 0                           |
| Sonstige             | 0       | 5       | 0,0  | 0                           |

Die Zahl der der abgegebenen Stimmen betrug in der Stichwahl 23.328, von denen 47 ungültig waren. Die Wahlbeteiligung betrug 78,2 %.
| Kandidat             | Partei | Stimmen | in % | Anmerkungen |
| -------------------- | ------ | ------- | ---- | ----------- |
| Arthur Kopp          | FoVP   | 15.071  | 64,7 | 0           |
| Friedrich von Moltke | RP     | 8210    | 35,3 | 0           |